# Deur

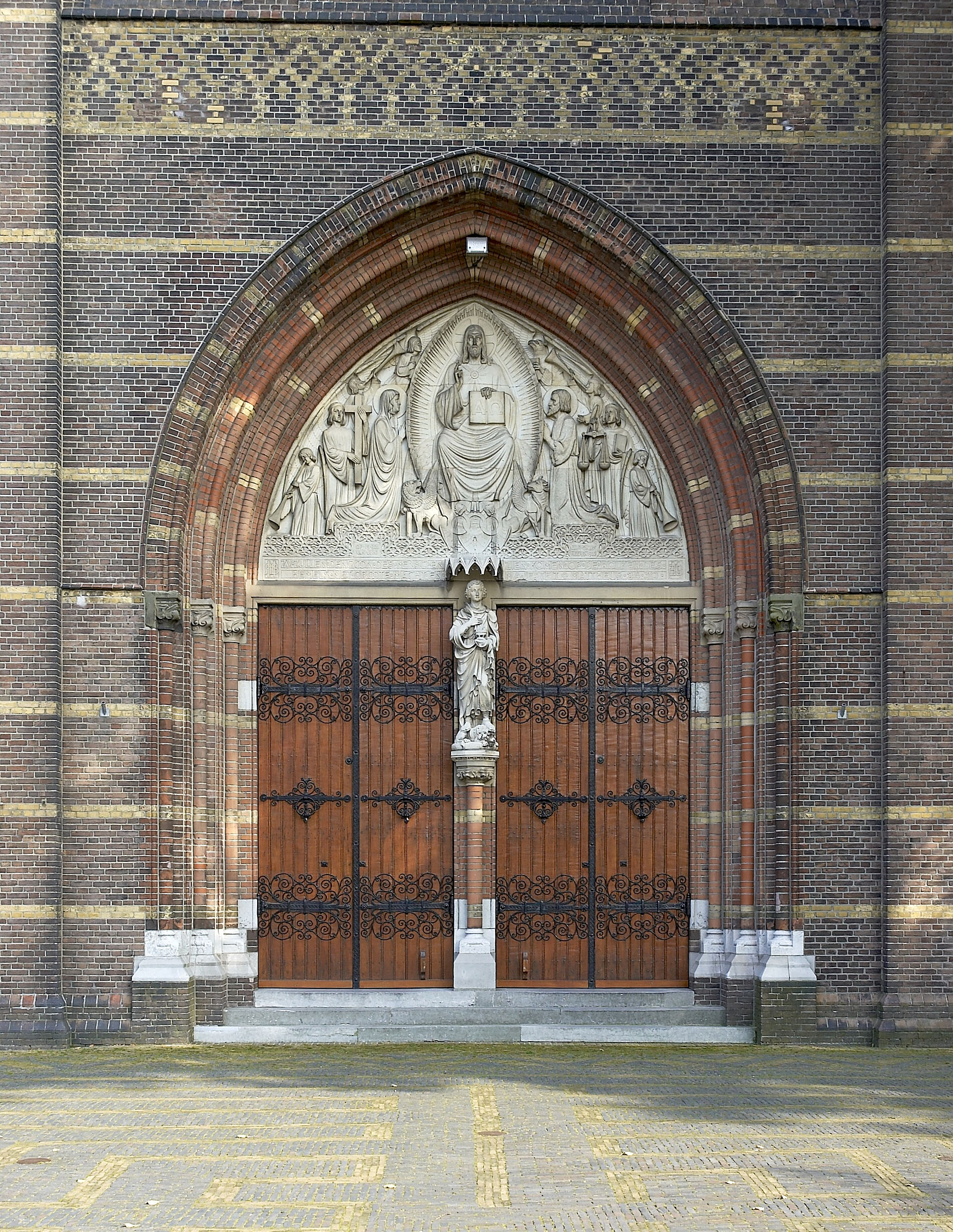
De deuren van de Vituskerk in Hilversum

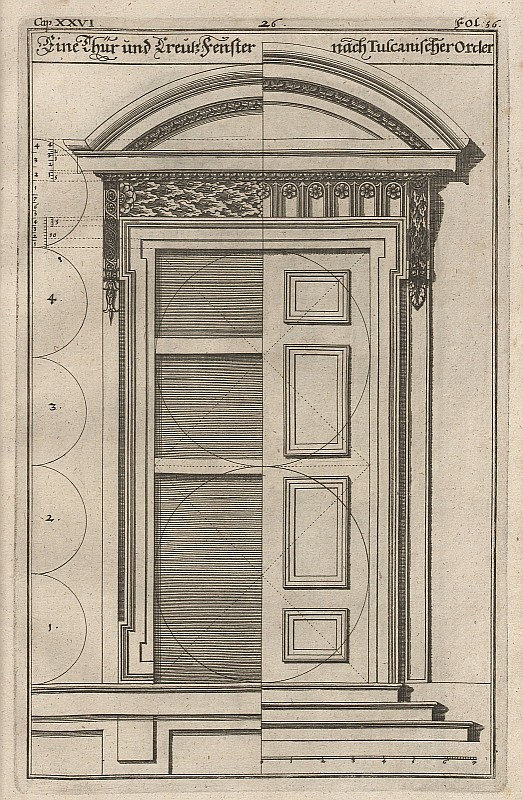
Tekening van een deur in Toscaanse stijl

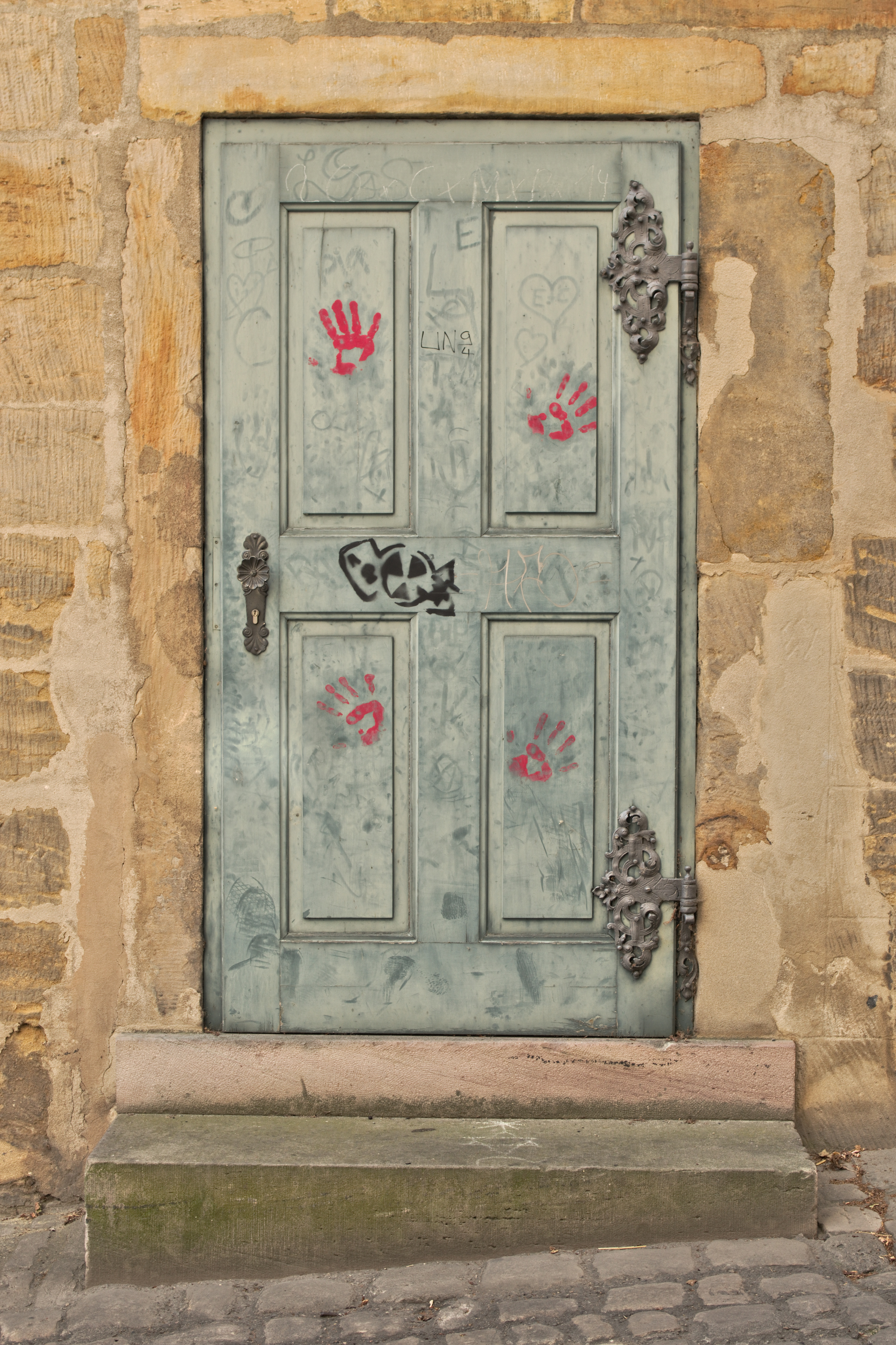
Oude deur in Bamberg

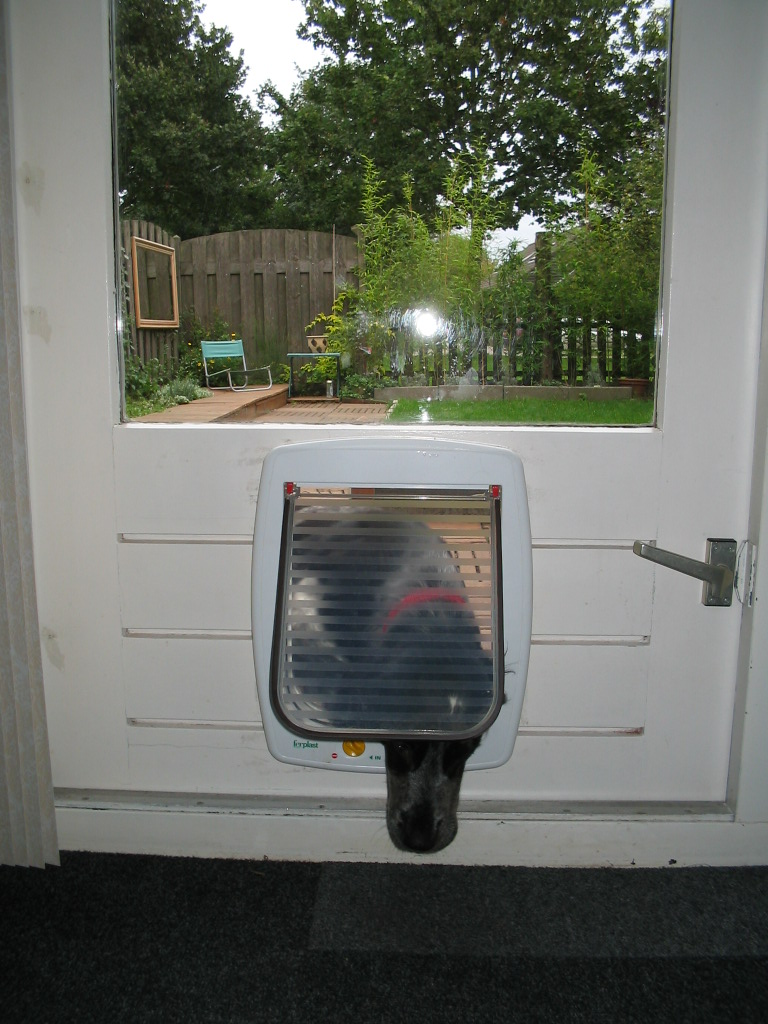
Een deur met daarin een hondenluik

Een deur is een beweegbaar (bouwkundig) element ter afsluiting van een toegang tot een ruimte. In een gebouw is een deur meestal bevestigd (afgehangen) in een kozijn, dat op zijn beurt weer in een muur of wand is aangebracht.

## Algemeen
Een deur vormt een afscheiding tussen twee vertrekken of ruimten (binnendeur), of tussen een binnen- en buitenruimte (buitendeur), of een deur buiten, bijvoorbeeld in een hek. Bij een flatgebouw kunnen nog zowel voor binnen- als buitendeuren worden onderscheiden die van een flatwoning en die van het flatgebouw. De buitendeur van een flatwoning is vaak een binnendeur van het flatgebouw.
Met een slot kunnen deuren worden afgesloten en ruimten ontoegankelijk worden gemaakt. Vaak geeft het uiterlijk van een deur de functie ervan weer. De toegangsdeur aan de voorzijde van een gebouw noemen we de voordeur, deze deur vormt het deel van het gebouw dat bezoekers als eerste van dichtbij zien. Het uiterlijk van de voordeur van een gebouw wordt dan ook door veel mensen als belangrijk ervaren, omdat het een visitekaartje is van de eigenaar of bewoner van het pand.

## Deurgeleidingen

### Met scharnier(en) aan een zijkant
Een deur is vaak met scharnieren draaibaar bevestigd aan een zijkant (ook klapdeur genoemd). 
Hij gaat meestal open in de richting waar de meeste ruimte is. Zo leidt een kamerdeur naar de kamer, en een toiletdeur naar de gang. Dat geldt niet voor de voordeur van een woning, deze gaat naar binnen toe open. Zodoende kan in geval van nood de deur worden opengeramd door bijvoorbeeld hulpdiensten. Een bijkomend voordeel is dat de (inbraakgevoelige) scharnieren zich aan de binnenzijde van de woning bevinden.
De deur van een openbaar gebouw gaat naar buiten open. Dat is van groot belang bij een ramp, zoals brand, als grote aantallen mensen het gebouw willen verlaten.
De deuren die drukverschillen moeten weerstaan, zoals bij luchtsluizen, sluisdeuren en buitendeuren bij zeevaartschepen, kunnen alleen geopend worden naar de ruimte met de hogere (lucht)druk. Sluisdeuren die druk van beide richtingen moeten weerstaan worden vaak dubbel uitgevoerd (een per richting). Voor het lucht(water)dicht maken van deuren worden vaak rubberen afsluitringen gebruikt. Dit werkt alleen als het rubber wordt samengedrukt.

### Met twee deurpanelen, met scharnier(en) aan beide zijkanten

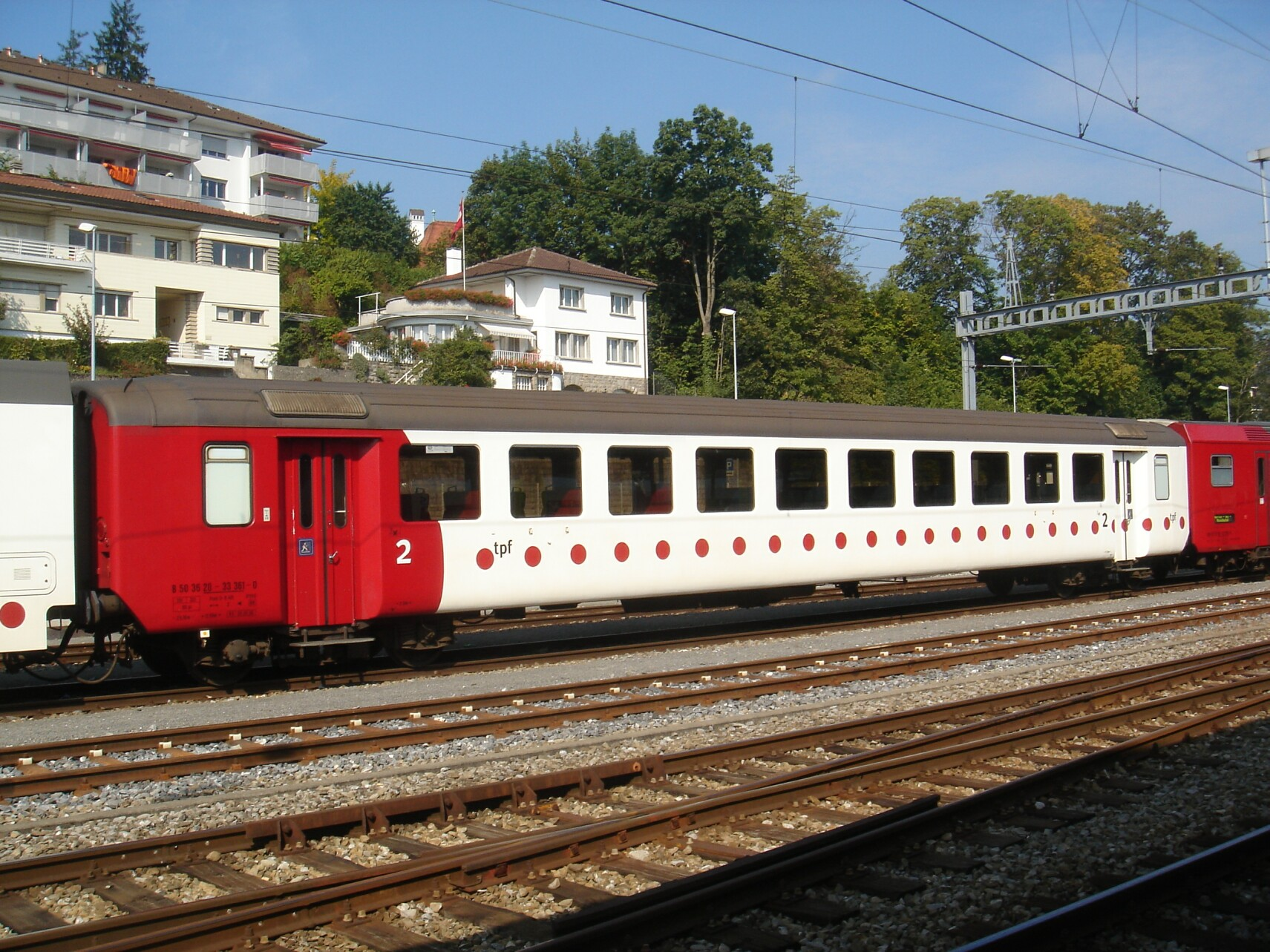
Twee deurpanelen die gezamenlijk bewegen en door een deurkruk bediend worden

Meestal kunnen de twee deurpanelen onafhankelijk van elkaar bewegen. Een deurpaneel kan vaak vastgezet worden zodat de andere deurpaneel als een normale deur kan functioneren. Maar er zijn ook deursystemen waarbij beide deurpanelen mechanisch aan elkaar gekoppeld zijn en synchroon bewegen.

### Deur die op een as draait in de deuropening
Voorbeelden zijn taatsdeuren en draaideuren.

### Schuifdeur en vouwdeur
Het deurblad beweegt zijwaarts met behulp van een railgeleiding aan de bovenkant en onderkant. Een vouwdeur bestaat uit panelen, die met scharnieren aan elkaar gekoppeld zijn en met een punt aan de railgeleiding bevestigd zijn. De vouwdeur(en) vouwen zich aan een kant of beide kanten van de deuropening (bij een tweeledige vouwdeur). Bij schuifdeuren en vouwdeuren kan de deuropening ook gesloten worden door twee deurbladen of vouwbladen die elkaar in het midden ontmoeten. De railgeleiding bij vouwdeuren hoeft niet in een rechte lijn zijn, maar kunnen ook met bochten aangelegd worden. De railgeleiding  kan ook verticaal aangelegd zijn, maar dan wordt eerder de term 'rolluiken' gebruikt. 

### Kanteldeur
In typisch voorbeeld is de garagedeur die verticaal kantelt en begeleid wordt door zowel een verticale geleidingsrail (onderkant deur) als een horizontale (bovenkant deur). Voor het openen van de deur is energie nodig, een geopende deur is immers hoger dan in gesloten toestand. Om het openen te vergemakkelijken wordt de vrijkomende energie bij het sluiten van de deur meestal opgeslagen door een veersysteem.

### Zwenkzwaaideur
Een deurblad die via twee draaipunten naar buiten opent en parallel blijft aan de deuropening.
Veel gebruikt in bussen en sommige treinen.

### Zwenkschuifdeur

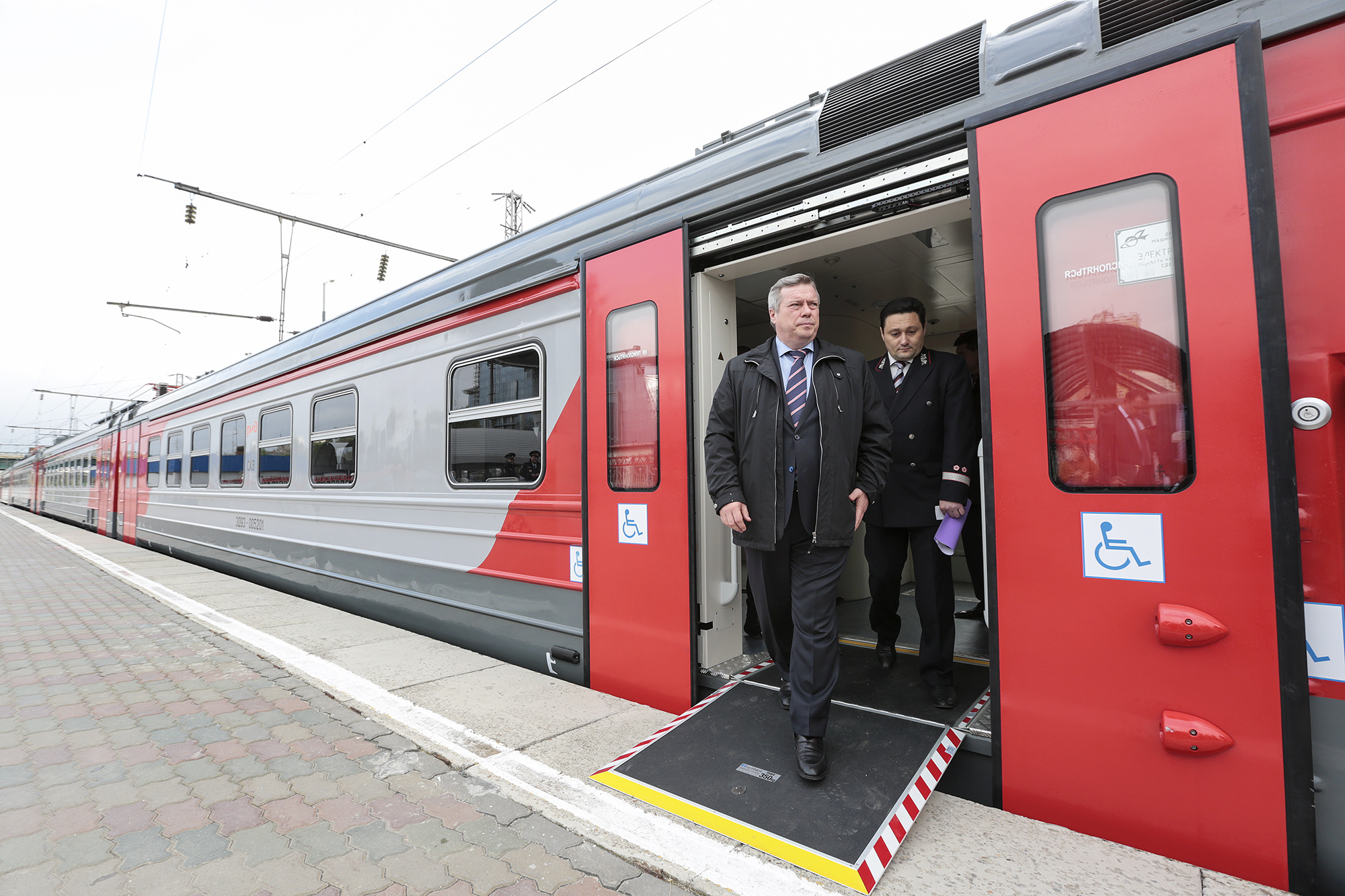
Een zwenkschuifdeur met twee deurpanelen

Is een schuifdeur waarbij de geleiding bij het begin van het openen (de zwenk) naar buiten toe beweegt. Wordt veel gebruikt bij moderne treinen.

## Deurtypen

### Type naar plaatsing in wanden
- buitendeur
- binnendeur

### Type naar ligging in het kozijn
- Een stompe deur is een deur die geheel in het kozijn valt.
- Een opdekdeur is een deur die deels over het kozijn heen valt.

### Type naar bestemming
- achterdeur
- baander
- balkondeur
- branddeur
- douchedeur
- garagedeur
- kamerdeur
- kastdeur
- kelderdeur
- keukendeur
- treindeur
- kooideur(en) en schachtdeuren bij een lift
- nooddeur / vluchtdeur / paniekdeur (ook bekend als nooduitgang)
- rouw- en trouwdeur
- schuurdeur
- sluisdeur
- staldeur
- straatdeur
- tochtdeur
- voordeur
- winkeldeur

### Type naar materiaal en constructie
- boerendeur, een deur bestaande uit een boven- en onderdeur die onafhankelijk van elkaar te openen zijn
- (houten) lattendeur (bv. in een schutting)
- glasdeur
- hordeur
- opgeklampte deur, verstevigd door er dwars, staand of schuin klampen of houten latten op te bevestigen
- paneeldeur
- taatsdeur
- stalen deur
- vouwdeur

### Type naar wijze van openen
- Een doordraaideur, klapdeur, klepdeur, pendeldeur of zwaaideur heeft scharnieren op de deurpost die 90 graden in beide richtingen kunnen draaien. Een doordraaideur kan dus zowel naar binnen als naar buiten geopend worden.
- Een stolpdeur is een dubbele draaideur die ook als dubbele doordraaiende deur kan zijn uitgevoerd.
- Een schuifdeur of roldeur
- Een hefdeur
- Een kanteldeur of tuimeldeur heeft scharnieren op de drempel of dorpel en bij het openen ontstaat aan de bovenkant een kleine opening. Een kanteldeur kan maar beperkt geopend worden en is niet geschikt voor doorgang van personen.
- Onder- en bovendeur
- Een vouwdeur, vleugeldeur of harmonicadeur bestaat uit één of meer door scharnieren aan elkaar verbonden verticale delen of lamellen en klapt bij het openen als een harmonica in.
- Een draaivaldeur is een combinatie van een draaideur en kanteldeur.
- Een zwenkzwaaideur
- Een taatsdeur draait om zijn verticale as.
- Een draai- of tourniquetdeur bestaat uit drie of vier vleugels die om een verticale centrale as draaien.
- Een paniekdeur gaat naar buiten open als er geduwd wordt tegen de panieksluiting, een horizontale metalen stang.
- De treindeur van een coupérijtuig kon vaak alleen aan de buitenkant geopend worden. Hiervoor moesten reizigers het raam naar beneden schuiven om met de hand aan de buitendeurknop te komen.

### Soort bedieningen
De meeste deuren worden geopend met een deurknop/deurkruk om de vergrendeling op te heffen. Er zijn gemotoriseerde deuren die vanop afstand/centraal bediend worden zoals bij treindeuren, maar ook lokaal met knoppen geopend of gesloten kunnen worden. En deuren die openen indien sensoren een bewegend persoon of voorwerp detecteren.

## Termen en benamingen gerelateerd aan het begrip deur

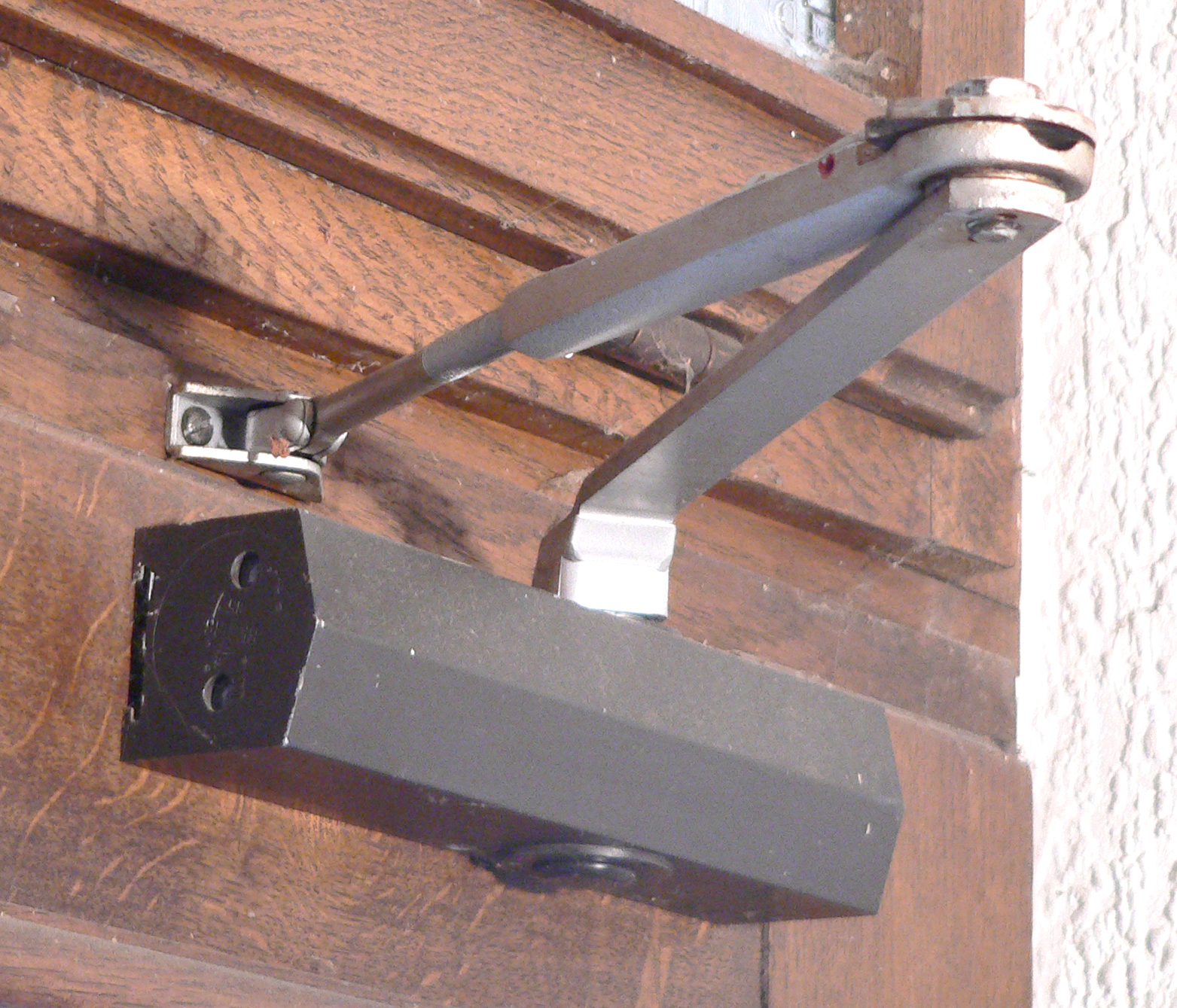
Deurdranger

Horizontale doorsnede over een houten kozijn met dagmaat

- Het plaatsen van een deur heet afhangen, dit wordt gewoonlijk door een timmerman gedaan.
- Het raamwerk of frame waarin een deur wordt afgehangen, heet een kozijn of kader.
- Een verticaal deel van het kozijn heet een deurpost of kozijnstijl.
- De horizontale delen van een kozijn heten dorpels. De onderste dorpel wordt onderdorpel genoemd.
- Ophangpunten waarop een deur draait, heten scharnieren, paumelles of gehengen.
- Alle zaken waarmee een deur wordt 'afgehangen' en 'gesloten', heten tezamen het hang-en-sluitwerk (de term deurbeslag heeft hier ook betrekking op).
- Aan een deur kan voor het automatisch sluiten een deurdranger gemonteerd zijn.
- Onder een deur bevindt zich vaak een verhoging, die drempel of stofdorpel wordt genoemd.
- Boven een deurkozijn bevindt zich in de muur meestal een latei om krachten op te vangen die niet door het kozijn kunnen worden verwerkt.
- Het raam boven een (voor)deur heet bovenlicht en wordt door een kalf of tussendorpel gescheiden van de deur.
- De dagmaat is bij een enkele deur, de vrije doorgang gemeten tussen de kozijnstijlen of anders gezegd: de deurbreedte minus tweemaal de sponningdiepte.
- De deurbreedte is bij een enkele deur, de dagmaat plus tweemaal de sponningdiepte.

## Nederland
De deurhoogte en -breedte zijn in het bouwbesluit vastgelegd en zijn onder meer afhankelijk van het gebruik. Een deur voor een bedtoegankelijke kamer in een ziekenhuis zal minstens 1200 mm breed zijn terwijl een toiletdeur in een woning die breedte niet heeft en 800 mm volstaat. De breedte van een branddeur is afhankelijk van het aantal mensen dat bij brand door deze deur zal gaan en in welke tijd de ontruiming moet plaatsvinden.
Resten van de oudst bekende deur in Nederland zijn in 2002 in Alphen aan den Rijn aangetroffen. Deze deur zou uit de eerste eeuw van onze jaartelling dateren.